# カオマ
カオマ（Kaoma）は、フランスで結成されたポップスバンド。

## 概要
1989年に結成された、セネガル人・フランス人・ブラジル人のポップスバンドである。
同年、ポルトガル語の歌詞で"Chorando se foi"（泣きながら）をヒットさせ、ランバダの曲として、世界中の一般大衆の認知度を高める。この曲がロス・カルカスのウリーセス・エルモーサ（Ulises Hermosa）作曲のフォルクローレ"Llorando se fue"（泣きながら）であり、かつ著作権侵害という指摘を受ける。ロス・カルカス側は、提訴するが、カオマ側で著作権料を支払うことで決着となる。
著作権侵害をしたこととされたが、知名度を上げて、演奏活動やレコード録音などを進める。
1998年に活動を休止するが、2006年に活動を再開する。

## メンバー
- 2017年現在
  - シコ・ドルー（Chyco Dru） -  ソングライター、ベース
  - ジャッキー・アルコント（Jacky Arconte） - 作曲、ギター
  - エトナ・ブラジル（Etna Brasyl） - 作詞、ボーカル
  - Gini - ダンス
  - ロドリゴ・オリベイラ（Rodrigo de Oliveira） - ダンス、ミュージシャン
- 過去のメンバー
  - ディアミ（Dyami） - ダンス
  - アラン・ホイ（Alan Hoy） - ボーカル
  - ジャン・クロード・ボナバンチュール（Jean-Claude Bonaventure） - キーボード
  - ミシェル・アビーシラ（Michel Abihssira） - ドラム・パーカッション
  - ファニア（Fania） - ボーカル
  - ロアラ・ブラス（Loalwa Braz） - ボーカル。2017年1月19日に遺体が発見された。63歳没[1]。
  - シコ・オリヴェイラ（Chico Oliveira） - ダンス
  - ロベルタ・ジ・ブリト（Roberta de Brito） - ダンス